# Lijst van county's in Florida
De Amerikaanse staat Florida is onderverdeeld in 67 county's:

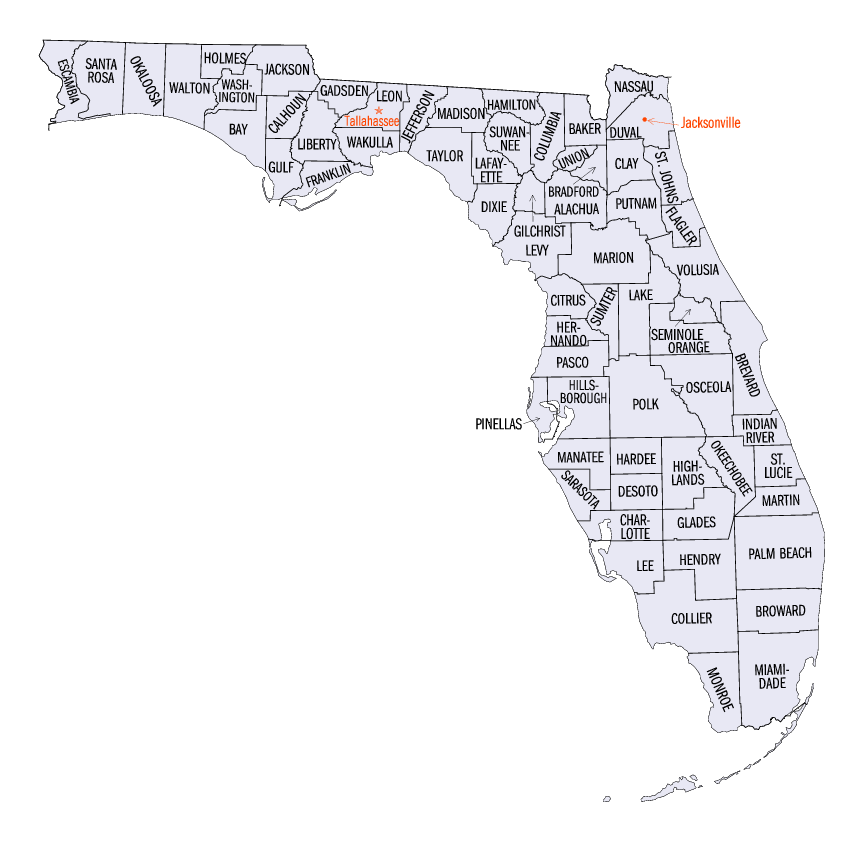
County's van Florida

| County       | Inwoners 1 juli 2007 | Hoofdplaats        | Inwoners 1 juli 2007 |
| ------------ | -------------------- | ------------------ | -------------------- |
| Alachua      | 240.082              | Gainesville        | 114.375              |
| Baker        | 25.745               | Macclenny          | 5813                 |
| Bay          | 163.984              | Panama City        | 36.805               |
| Bradford     | 28.769               | Starke             | 5928                 |
| Brevard      | 536.161              | Titusville         | 43.934               |
| Broward      | 1.759.591            | Fort Lauderdale    | 183.606              |
| Calhoun      | 13.594               | Blountstown        | 2457                 |
| Charlotte    | 152.814              | Punta Gorda        | 16.619               |
| Citrus       | 140.169              | Inverness          | 7248                 |
| Clay         | 182.023              | Green Cove Springs | 6403                 |
| Collier      | 315.839              | Naples             | 21.653               |
| Columbia     | 67.985               | Lake City          | 12.277               |
| DeSoto       | 34.675               | Arcadia            | 6923                 |
| Dixie        | 14.942               | Cross City         | 1828                 |
| Duval        | 849.159              | Jacksonville       | 805.605              |
| Escambia     | 306.407              | Pensacola          | 54.283               |
| Flagler      | 88.397               | Bunnell            | 1948                 |
| Franklin     | 10.030               | Apalachicola       | 2237                 |
| Gadsden      | 47.197               | Quincy             | 6881                 |
| Gilchrist    | 17.017               | Trenton            | 1843                 |
| Glades       | 11.109               | Moore Haven        | 1716                 |
| Gulf         | 14.059               | Port St. Joe       | 3579                 |
| Hamilton     | 14.301               | Jasper             | 1795                 |
| Hardee       | 28.830               | Wauchula           | 4553                 |
| Hendry       | 39.611               | Labelle            | 4873                 |
| Hernando     | 169.070              | Brooksville        | 7919                 |
| Highlands    | 99.349               | Sebring            | 10.780               |
| Hillsborough | 1.174.727            | Tampa              | 336.823              |
| Holmes       | 19.245               | Bonifay            | 2780                 |
| Indian River | 131.837              | Vero Beach         | 16.980               |
| Jackson      | 49.287               | Marianna           | 6290                 |
| Jefferson    | 14.451               | Monticello         | 2519                 |
| Lafayette    | 7998                 | Mayo               | 1028                 |
| Lake         | 301.059              | Tavares            | 13.661               |
| Lee          | 590.564              | Fort Myers         | 64.258               |
| Leon         | 260.945              | Tallahassee        | 168.979              |
| Levy         | 39.065               | Bronson            | 1052                 |
| Liberty      | 7851                 | Bristol            | 931                  |
| Madison      | 18.957               | Madison            | 3050                 |
| Manatee      | 315.108              | Bradenton          | 53.431               |
| Marion       | 324.857              | Ocala              | 53.491               |
| Martin       | 139.182              | Stuart             | 15.964               |
| Miami-Dade   | 2.387.170            | Miami              | 409.719              |
| Monroe       | 73.223               | Key West           | 22.682               |
| Nassau       | 68.450               | Fernandina Beach   | 11.543               |
| Okaloosa     | 181.499              | Crestview          | 19.451               |
| Okeechobee   | 40.311               | Okeechobee         | 5937                 |
| Orange       | 1.066.113            | Orlando            | 227.907              |
| Osceola      | 255.815              | Kissimmee          | 61.777               |
| Palm Beach   | 1.266.451            | West Palm Beach    | 99.377               |
| Pasco        | 462.715              | Dade City          | 7095                 |
| Pinellas     | 917.437              | Clearwater         | 106.642              |
| Polk         | 574.746              | Bartow             | 16.818               |
| Putnam       | 73.821               | Palatka            | 10.804               |
| Santa Rosa   | 147.044              | Milton             | 8580                 |
| Sarasota     | 372.073              | Sarasota           | 52.488               |
| Seminole     | 409.509              | Sanford            | 50.468               |
| St. Johns    | 175.446              | St. Augustine      | 12.284               |
| St. Lucie    | 260.939              | Fort Pierce        | 40.195               |
| Sumter       | 72.246               | Bushnell           | 2228                 |
| Suwannee     | 39.525               | Live Oak           | 7184                 |
| Taylor       | 19.771               | Perry              | 6801                 |
| Union        | 14.991               | Lake Butler        | 1923                 |
| Volusia      | 500.413              | DeLand             | 26.883               |
| Wakulla      | 29.726               | Crawfordville      | -                    |
| Walton       | 52.881               | De Funiak Springs  | 4976                 |
| Washington   | 22.886               | Chipley            | 3727                 |

Alabama · Alaska · Arizona · Arkansas · Californië · Colorado · Connecticut · Delaware · Florida · Georgia · Hawaï · Idaho · Illinois · Indiana · Iowa · Kansas · Kentucky · Louisiana · Maine · Maryland · Massachusetts · Michigan · Minnesota · Mississippi · Missouri · Montana · Nebraska · Nevada · New Hampshire · New Jersey · New Mexico · New York · North Carolina · North Dakota · Ohio · Oklahoma · Oregon · Pennsylvania · Rhode Island · South Carolina · South Dakota · Tennessee · Texas · Utah · Vermont · Virginia · Washington · West Virginia · Wisconsin · Wyoming